# Alexteroon obstetricans
Alexteroon obstetricans är en groddjursart som först beskrevs av Ahl 1931.  Alexteroon obstetricans ingår i släktet Alexteroon och familjen gräsgrodor. IUCN kategoriserar arten globalt som livskraftig. Inga underarter finns listade i Catalogue of Life.